# Martin Pfanzelt (Fußballspieler)
Martin Pfanzelt (* 7. Oktober 1931) ist ein ehemaliger deutscher Fußballspieler, der von 1957 bis 1962 als Abwehrspieler des TSV 1860 München in der Fußball-Oberliga Süd 105 Spiele absolviert und dabei drei Tore erzielt hat. Zusätzlich hat er bei den „Löwen“ in der Runde 1956/57 in der 2. Liga Süd beim Titelgewinn und der dadurch erreichten Rückkehr in die Oberliga, weitere 27 Ligaspiele mit drei Toren bestritten.

## Laufbahn
Bis zur Saison 1955/56 spielte Pfanzelt bei Helios München im bayerischen Amateurfußball. Zur Saison 1956/57 wurde der Abwehrspieler von 1860 München unter Vertrag genommen und er wechselte zu den „Löwen“ in die 2. Liga Süd.
Unter dem neuen Trainer Hans Hipp glückte der sofortige Titelgewinn und damit die  Rückkehr in die Oberliga Süd. Im Angriff hatte Ferdinand Börstler mit 25 Toren seinen Beitrag geleistet, in der Abwehr bildeten Georg Köbler und Pfanzelt das sichere Verteidigerpaar. Der Neuzugang von Helios München war ein harter, kompromissloser Zweikämpfer, welcher auch mit harten Freistößen aus der Distanz aufwartete. Nach dem Aufstieg 1958 in die Oberliga Süd folgten fünf Jahre in der süddeutschen Erstklassigkeit, in denen der 4. Rang 1959/60 die beste Platzierung darstellte. In den ersten zwei Oberligarunden fehlte Pfanzelt in keinem Ligaspiel. Er hatte am ersten Spieltag der Runde 1957/58, den 11. August 1957, bei einem 2:1-Heimerfolg vor 20.000 Zuschauern gegen den Karlsruher SC in der Oberliga debütiert. Mit Verteidigerkollege Köbler stemmte er sich erfolgreich gegen die Offensivkräfte Pál Csernai, Heinz Beck, Antoine Kohn und Oswald Traub auf Seiten der badischen Gäste.
Im letzten Trainerjahr von Hans Hipp, 1960/61, kamen die „Löwen“ auf dem 6. Rang ins Ziel. Stammverteidiger Pfanzelt hatte jetzt überwiegend das Talent Manfred Wagner an seiner Seite und hatte den außergewöhnlichen Einstand des neuen Torjägers Rudolf Brunnenmeier (23 Tore, zuvor SC Olching) erlebt. Ab der Saison 1961/62 übernahm Max Merkel das Traineramt bei den Blau-Weißen und Pfanzelt  beendete mit seinem fünften Rundeneinsatz am 7. Januar 1962, einer 1:4-Auswärtsniederlage beim FC Schweinfurt 05, seine Laufbahn als Vertragsfußballer. Als Neuzugänge hatte Merkel die Spieler Werner Anzill, Helmut Benthaus, Hans Küppers und das Nachwuchstalent Hans Rebele in den Spielerkader der „Löwen“ neu aufgenommen und er setzte im Rundenverlauf nicht mehr auf den 31-jährigen Abwehrhaudegen. Im Sommer 1962 endete die Zeit von Pfanzelt als Vertragsfußballer.
Pfanzelt wird in der Statistik für die „Löwen“ mit 106 Oberligaeinsätzen (3 Tore) und 82 Zweitligaspielen mit 15 Toren geführt. 2015 erhielt er bei 1860 eine Ehrung für seine 60-jährige Vereinsmitgliedschaft.